# 'Aqqaba
Ne doit pas être confondu avec Aqabah.
'Aqqaba, en arabe : عقّابة, est une municipalité du gouvernorat de Tubas en Palestine, située à 15 km au nord-est de Jénine, au nord de la Cisjordanie.
Selon le recensement du bureau central palestinien des statistiques, la localité compte une population de 8 239 habitants en 2017.